# 李昭亮
李昭亮（？—1063年），字晦之，北宋潞州上党（今山西省长治）人。
李昭亮是李继隆的儿子，宋太宗明德李皇后侄。李昭亮四岁即为东头供奉官，皇帝准他出入宫禁。父李继隆北伐时，他持诏到军中，询问军情方略和营阵众寡，虽然年少，回京上奏称旨。历任西上閤门使，潞州兵马钤辖，高州刺史知代州、贺州、成州团练使、宁州防御使，官至并州、代州路副总管，守代州，升至真定路都总管。保州兵变，他“从轻骑数十人，不持甲盾弓矢”招抚了保州叛兵。后为殿前副都指挥使，时将士多因循纵弛，他严肃军纪。官至同中书门下平章事，徙判定州，改任天平军节度使，彰信节度使、泰宁军节度使。李昭亮为人温和平易，通晓军中之事，有为官至才，善用僚属，统宿卫，多有建树。因年老多病请还京师，終官昭德军节度使。卒，赠中书令，谥良僖。

## 延伸阅读
[在维基数据编辑]
 《宋史·卷464》，出自脱脱《宋史》